# Euro Offroad Series 2016/17
Die Euro Offroad Series 2016/17 (EOS) ist die sechste Saison der Euro Offroad Series, einer Rennserie für funkferngesteuerte Modellautos in Europa.
Zum ersten Mal werden in dieser Saison fünf Läufe ausgetragen. Zurück im Kalender ist ein Lauf in der Messe Wels. Neu ist auch ein Lauf in der Warschau Expo, wo bisher nur die Euro Touring Series antrat. Ursprünglich sollte der vierte Saisonlauf in Mülheim-Kärlich stattfinden, wurde dann aber nach Andernach in die frisch fertiggestellte Arena33 verlegt.

## Klassen und Reglement
Gefahren wird mit funkferngesteuerten Modellautos im Maßstab 1:10. Alle Fahrzeuge werden durch Elektromotoren angetrieben.
Zur Vorsaison wurden keine tiefgreifenden Reglementsänderungen vorgenommen. Erneut werden vier Klassen ausgetragen: je eine für 4WD- und 2WD-Buggies und je eine für Modified und Stock Stadium Trucks. Nur in der Klasse Stadium Truck Stock ist der Motor auf einen Einheitsmotor von Muchmore mit 13,5 Wicklungen beschränkt, alle anderen haben freie Motorwahl.
Um darüber hinaus die Chancengleichheit zu wahren sind in jeder Klasse Einheitsreifen vorgeschrieben.
Der sportliche Ablauf sieht für jede Klasse freie Trainings, Vorläufe und drei Finale vor. Bei diesen Finalen werden die beiden besten eines jeden Fahrers gewertet, und so die Gesamtwertung ermittelt.

## Rennergebnisse
| Datum            | Austragungsort              | 4WD             | 2WD             | Stadium Truck Mod | Stadium Truck Stock |
| ---------------- | --------------------------- | --------------- | --------------- | ----------------- | ------------------- |
| 16. – 18.09.2016 | Ring-Boulevard, Nürburgring | Bruno Coelho    | Marc Rheinard   | Jörn Neumann      | Max Götzl           |
| 18. – 20.11.2016 | Warsaw Expo, Warschau       | Michal Orlowski | Michal Orlowski | Hupo Hönigl       | Max Götzl           |
| 03. – 05.02.2017 | Hudy Racing Arena, Trencin  | Bruno Coelho    | Michal Orlowski | Martin Bayer      | Max Götzl           |
| 17.–19.03.2017   | Arena33, Andernach          | Bruno Coelho    | Bruno Coelho    | Joona Haatanen    | Adam Izsay          |
| 21. – 23.04.2017 | Messe Wels                  | Martin Bayer    | Bruno Coelho    | Hupo Hönigl       | Max Götzl           |

## Endstände
| Platz | 4WD             | 4WD    | 2WD             | 2WD    | Stadium Truck Mod     | Stadium Truck Mod | Stadium Truck Stock | Stadium Truck Stock |
| Platz | Fahrer          | Punkte | Fahrer          | Punkte | Fahrer                | Punkte            | Fahrer              | Punkte              |
| ----- | --------------- | ------ | --------------- | ------ | --------------------- | ----------------- | ------------------- | ------------------- |
| 1     | Bruno Coelho    | 467    | Michal Orlowski | 464    | Hupo Hönigl           | 463               | Max Götzl           | 468                 |
| 2     | Lee Martin      | 460    | Bruno Coelho    | 463    | Martin Bayer          | 462               | Adam Izsay          | 461                 |
| 3     | Michal Orlowski | 459    | Lee Martin      | 460    | Joona Haatanen        | 459               | Juraj Hudy          | 457                 |
| 4     | Martin Bayer    | 457    | Joona Haatanen  | 456    | Kája Novotný          | 457               | Björn Billino       | 450                 |
| 5     | Hupo Hönigl     | 451    | Neil Cragg      | 454    | Malin Karlsen         | 448               | Per Eriksen         | 441                 |
| 6     | Martin Wollanka | 449    | Marc Rheinard   | 451    | Jesper Rasmussen      | 447               | Koen Middelkoop     | 439                 |
| 7     | Jörn Neumann    | 447    | Martin Bayer    | 448    | Bartlomiej Zambrzycki | 445               | Hans B. Revhaug     | 418                 |
| 8     | Marc Rheinard   | 444    | Martin Wollanka | 447    | Adam Izsay            | 444               | John Zuber          | 298                 |
| 9     | Kája Novotný    | 444    | Hupo Hönigl     | 445    | Max Götzl             | 444               | Zsolt Bajusz, Jr    | 298                 |
| 10    | Neil Cragg      | 443    | Jörn Neumann    | 443    | Milan Mudra, Jr       | 443               | Nicolaas Burleigh   | 296                 |